# Городище (Павлоград)
Городище — колишнє село в Павлоградському районі Дніпропетровської області.
До 1950-х років — окреме село. Засноване в кінці 17-го століття.
В часі Голодомору 1932—1933 років від нелюдської смерті померло 186 людей.